# Mino da Fiesole

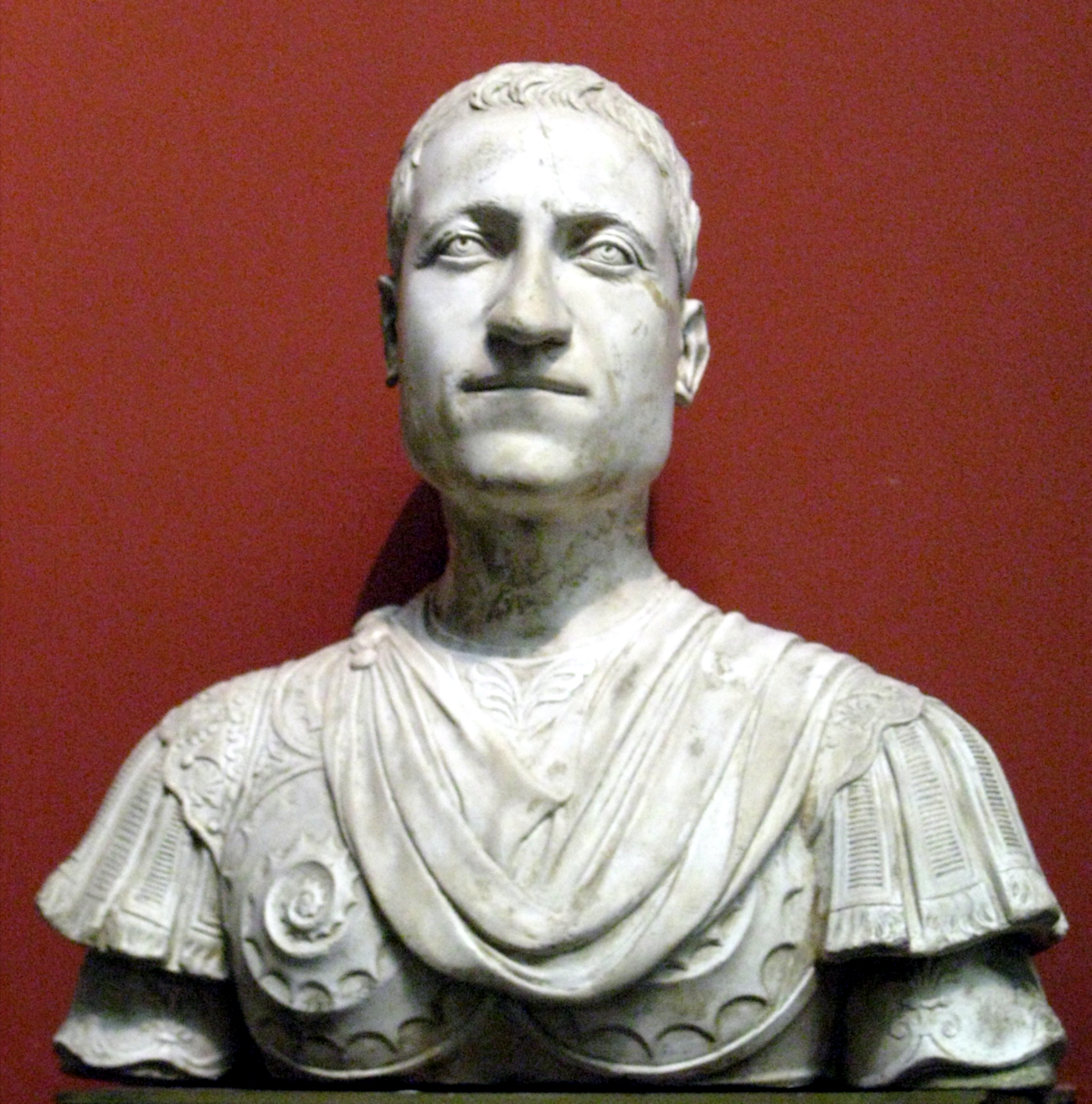
Popiersie Piera de' Medici, 1453

Mino da Fiesole (ur. 1429, zm. 1484) – włoski rzeźbiarz.

## Życiorys
Autor licznych popiersi. Wpływ na jego sztukę mieli jego mistrz Desiderio da Settignano oraz Antonio Rossellino.

## Wybrane dzieła
- ołtarz w katedrze w Fiesole,
- popiersie Piera de Medici (1453),
- popiersie Niccolò Strozziego (1454),
- popiersie Astorgio Manfrediego (1455).